# Lutherska nattvardsgemenskapen i Central- och Östafrika
Lutherska nattvardsgemenskapen i Central- och Östafrika, the Lutheran Communion in Central & Eastern Africa (LUCCEA), är en samarbetsorganisation mellan lutherska kyrkor i delar av Afrika.
Bland medlemsorganisationerna återfinns Kenya Evangelical Lutheran Church, Mekane Yesus-kyrkan i Etiopien, Evangelical Lutheran Church of Kenya och Madagaskars Lutherska kyrka.